# Schelde Internationale Muziekstroom-route

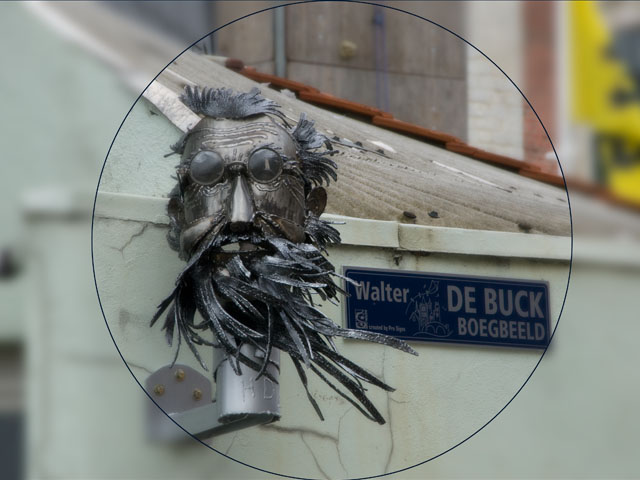
Walter De Buck

De Schelde Internationale Muziekstroom-route (SIM-route) is een toeristische wandelroute in Vlaanderen langs de Schelde van Sint-Amands tot Bornem in Klein-Brabant.  In 2008 nam Toerisme Vlaanderen de route op in zijn toeristische publicaties. Deze route wordt tevens vermeld in de Steenovens- en Emile Verhaeren-route.
De SIM-route is een cultureel themapad in de Vlaamse streek Klein-Brabant.  Het initiatief gaat uit van twee privépersonen uit Sint-Amands, Simon Ielegems en Franske Comhaire, die evenwel door de lokale gemeentebesturen ondersteund worden.  Sinds 2003 bouwen zij aan een muzikantenroute, de Schelde Internationale Muziekstroom-route. Hierbij werden enkele pittoreske plekjes in Klein-Brabant hernoemd naar bekende Belgische muzikanten. Het toeristische televisieprogramma Vlaanderen Vakantieland van de VRT-zender één besteedde ook al de nodige aandacht aan de route.  De SIM-route heeft naast het permanent bereikbare wandeltraject, een aantal evenementen bij de inhuldiging van nieuwe locaties opgeleverd.  
Telkens gaat de inhuldiging gepaard met een kunstwerk van een plaatselijke kunstenaar en een toeristisch straatnaambord, in aanwezigheid van de betrokken muzikant. Er werden reeds tien muziekstraatjes ingehuldigd:
- Toots Thielemans Boulevard, 8 juni 2003: Dam, Sint-Amands
- Arno Hintjens Kaai, 11 september 2004: 't Koningsrek, Branst-Bornem
- Roland Van Campenhout Brick Road, 20 augustus 2005: Steenovens, Sint-Amands
- Dana Winner Tuinpad, 25 juni 2006: Vissershof, Omgangstraat, Mariekerke-Bornem
- Wannes Van de Velde El Corredor, 16 juni 2007: Paggadertoren, Buitenland, Bornem
- Walter De Buck Boegbeeld, 2 september 2007: Kaai, Sint-Amands
- Walter Boeykens Promenade, 29 december 2007: Sint-Bernardusabdij, Kloosterstraat 71, Bornem
- Over de Nieuwe Snaar, 16 mei 2009: 't Sas, aan de nieuwe Scheldebrug, Bornem
- Rocco Granata Piazza Primavera, 22 oktober 2010: Den Amandus
- Peterplein (naar Peter Holvoet-Hanssen), 28 september 2013: Emile Verhaerenstraat, Sint-Amands
- Kris De Bruyne klein amsterdam, 25 mei 2019: De Zilverreiger, Weert Bornem.

Omdat de Belgische wetgeving straatnamen naar nog levende personen verbiedt (met uitzondering van het koningshuis), blijft elk van deze locaties tevens zijn officiële naam behouden. Na het overlijden van Toots Thielemans (ereburger van Sint-Amands) werd aan de gemeente gevraagd om het steegje op de Dam officieel tot straatnaam om te vormen. Onbegrijpelijkerwijze kwam er echter tegenkanting van een aantal omwonenden, maar de gemeente Puurs-Sint-Amands heeft uiteindelijk besloten om de vroegere Amandusdreef om te dopen tot Toots Thielemans Boulevard. De oorspronkelijke locatie van de SIM-route bleef daarnaast wel bewaard.
De huidige elf muziekstraatjes zijn gesignaliseerd met een speciaal toeristisch straatnaambord en een bijhorend kunstwerk.
In 2007 kreeg de Schelde Internationale Muziekstroom-route de cultuurprijs van de gemeente Sint-Amands.